# Bluthölle
Bluthölle ist ein Psychothriller aus der Robert-Hunter-Reihe des brasilianischen Schriftstellers Chris Carter aus dem Jahr 2020 und ist unter dem englischsprachigem Originaltitel Written in Blood veröffentlicht. Das Original gehörte zu den Nummer-Eins-Bestsellern gemäß Sunday Times und Spiegel.

## Handlung
Die junge Taschendiebin Angela Wood, die in Los Angeles als eine der besten ihres Faches gilt, entwendet in der Vorweihnachtszeit in der Bar „Rendition Room“ einem unhöflichen und rüpelhaften Mann und entwendet ihm aus Vergeltung seine teure Ledertasche. In dieser Ledertasche entdeckt sie zu ihrer großen Enttäuschung nichts Wertvolles, sondern nur ein eingeschlagenes Notizbuch, in der 16 grausame Serienmorde mit Beschreibungen, DNS-Analysen und Polaroidfotos detailliert dokumentiert werden. Angela lässt dieses sehr realistische Tagebuch per Post der Forensikerin Susan Slater zukommen, welche dieses wegen seinem schockierenden Inhalt dem Team Hunter & Garcia von der UV-Einheit der LAPD übergibt. Der Täter spricht von seinen Opfern abschätzig als Subjekte. Er schreibt außerdem von der Eingabe von Stimmen, welche bestimmen, welches Aussehen, Alter und weitere Merkmale seine Opfer haben müssen. Die beiden Polizisten nehmen die Ermittlungsarbeit auf. Das erste Opfer, das sie entdecken, ist Elisabeth Gibbs, die sie im leichten Zustand der Verwesung in einer vergrabenen Holzkiste im Deukmejian Wilderness Park bei Glendale auffinden. Die Polizei geht davon aus, dass der sadistische Serienmörder, ein Meister seines Faches ist und gemäß seiner Aufzeichnungen im Tagebuch unter einer wahnhaften Schizophrenie leidet. Und dennoch geht er systematisch und mit militärischer Präzision vor. Auf einem Polaroidfoto entdecken sie nach einem Abgleich mit der IAFIS-Datenbank die Fingerabdrücke der kriminalistisch erfassten Taschendiebin Angela Woods. Daraufhin stürmen Hunter und Garcia Angelas Wohnung; die Gesuchte flieht aus dem Fenster, kann aber von Garcia gestellt werden. Danach verhören die beiden UV-Ermittler die Verdächtige, da sie im „Rendition Room“ unmittelbaren Kontakt mit dem Täter hatte. 
Sie erfahren, dass Angela Woods traumatisiert ist und sich Schuld daran gibt, dass ihr jüngerer Bruder Shawn damals bei einem Unwetter ums Leben kam. Hunter, Garcia und Woods fahren in den „Rendition Room“, um die Szene des Taschendiebstahls nachzustellen. Sie befragen Zeugen der betreffenden Nacht und stellen fest, dass ausgerechnet die kritischen Kameraaufzeichnungen fehlen, die den Täter möglicherweise hätten identifizieren können. Das einzige Resultat ist, dass der Täter hochgewachsen ist, eine Pilotenbrille und eine dunkle Kapuzenjacke trägt. Er ist im Besitz der betreffenden Kamerasequenz und sucht anhand eines Screenshots nach Angela Woods, um sich sein Eigentum wiederzuholen. Er findet sie und lauert ihr in ihrer Wohnung auf; Angela kann im letzten Moment mit einem Taxi entkommen. In Angelas Wohnung hat der Täter eine Botschaft hinterlassen, in der der Mörder Angela und Hunter als Mitwisser bedroht. Dann findet ein LAPD-Grabungsteam Cory Snyders Leiche in einem Waldstück bei Burbanks. Hunter bringt Angela in ein „Safehouse“ bei Calabasas, einem von SIS-Beamten bewachten Haus des Zeugenschutzprogrammes. Sie macht einen Fehler, indem sie die SIM-Karte ihres Mobiltelefons wieder einsetzt und sich dadurch für den Täter ortbar macht. Die UV-Ermittler finden zahlreiche Indizien, die stark darauf hinweisen, dass der Täter den US-Streitkräften, möglicherweise einer Spezialeinheit, entstammt und dass er unter PTBS leidet. Der Täter erhält seine Mordbefehle von Stimmen, kann aber in einem Fall entscheiden, eine Vergewaltigung unter BFOA aus Ehrgefühl nicht durchzuführen und stattdessen ein Pärchen zu töten. Es sind Dough und Sharon Hogan, die in einem Jacuzzi in Natronlauge qualvoll sterben müssen. Der Täter bringt Angela in seine Gewalt und tötet die beiden völlig überraschten SIS-Beamten. Dann stellt er Hunter ein Ultimatum: Angelas Leben gegen sein Tagebuch. Das Tagebuch wird mit einem winzigen Peilsender versehen. Bei der Entfernung des Einbandes, stößt die Polizei auf geheime Codes, die zu einem Chatroom im Darknet führen. In diesem Raum treffen „Stimmen“ aufeinander, die dem Mörder brutale Tötungshandlungen an Menschen, die unter bestimmten Kriterien ausgewählt werden, in Auftrag geben. Es geht um die Bestellung perverser Mordphantasien, die mit Livestreams von Folter und Mord befriedigt werden. Der Täter agiert unter einer Werwolfmaske in einem unterirdischen Kontrollzentrum, welches die Polizei nicht lokalisieren kann.
Hunter will Angelas Leben retten und geht daher auf die Aufgaben ein, die der Täter ihn durch ein Smartphone schickt. Zur Demonstration seiner Macht schickt er ein Video, in dem er dem UCLA-Studenten Clay Heath vor laufender Kamera mit einem Jagdmesser die Kehle durchschneidet. Hunter muss mehrere Aufgaben bewältigen. Zunächst muss er ins Independent Downtown Theater, dann in eine öffentliche WC-Kabine des Grand Central Market und schließlich in das Westin Bonaventure Hotel. Im letzteren wirft er das Tagebuch in einen Wäscheschacht, so dass der „Werwolf“ es erbeuten und entkommen kann. Vorher kann er den Peilsender noch entfernen.
Dann bringt er Hunter ebenfalls in seine Gewalt. Der Täter heißt mit bürgerlichem Namen Dean Turner und tötet aus seinem Kontrollzentrum in einem verlassenen Seniorenheim in Santa Clarita heraus noch eine Frau in ihrer Zelle. Dann kommt es zu einem Waffenduell mit Hunter, welches er nicht überlebt.

## Figuren
- Detective Robert Hunter: Kriminalpsychologe und Ermittler im Morddezernat I der Sondereinheit für psychopathische Serientäter[9]. Er leidet unter Hyposomnie und hat mit Single Malt Whisky ein Alkoholproblem.
- Carlos Garcia: Sohn eines brasilianischen Bundesbeamten. Garcia ist Hunters Kollege und Teampartner.
- Captain Barbara Blake: Hunter und Garcias Vorgesetzter im Raub- u. Morddezernat des LAPD.
- Angela Wood (21 J.): Taschendiebin aus Pocatello/Idaho, die aufgrund eines traumatischen Erlebnis in ihrer Heimat nach Los Angeles umzog, um dort mit Kleinkriminalität ihr Leben zu bestreiten.
- Dr. Susan Slater: die Frau gilt als eine der besten Forensikerin Kaliforniens.
- † Elisabeth Gibbs (23 J.): Opfer, 2018 als vermisst gemeldet. Die Frau wurde in einer Holzkiste lebendig begraben und ihr Todeskampf vom Täter mit einer Streamingkamera beobachtet. Dann wurde sie exhumiert und mit einem weißen Brautkleid versehen.
- † Corey Snyder (16 J.): Jugendlicher aus Lakeview, Southeast Los Angeles, wird vom Täter über mehrere Tage zu Tode gepeitscht.
- †† Dough und Sharon Hogan. Ehepaar in der Gewalt des Serienmörders. Die beiden werden nackt mit dem Rücken einander in einen Jacuzzi-Whirlpool aneinandergefesselt. Doug reagiert unerwartet, dass er um sein eigenes Leben und nicht das seiner Frau bittet. Sharon gibt zu, dass sie Doug mit seinen Freunden betrogen hat, was dazu führt, dass sich die beiden aus Wut gegenseitig verletzten. Schließlich gibt der Täter Natronlauge in den Whirlpool, was zu einem schrecklichen Tod der beiden führt. Die Überreste werden im Meer entsorgt.
- Dean Turner (42 J.): ehemaliges Mitglied einer geheimen Eliteeinheit. Turner stammt aus Fresno, kommt aus einem schwierigen Elternhaus mit einer Prostituierten als Mutter. Er wird von der US-Regierung aus dem Jugendgefängnis rekrutiert und wird fünf Jahre lang zu einem emotionslosen Elitesoldaten ausgebildet, deren Profession das Töten ist. Turner ist Mitglied einer inoffiziellen und hochgeheimen Eliteeinheit, scherzhaft unter dem Namen Mission Impossible, die in zahlreichen Auslandseinsätzen bestimmte Personen oder Gruppen ausschalten muss. Nach den Einsätzen wird die Einheit aufgelöst und die ehemaligen Angehörigen ihrem Schicksal überlassen. Darren, ein Kamerad bringt ihn auf die Idee, im Darknet die perversen Mord- und Folterphantasien von Privatpersonen zu bedienen. Außer Turner sind alle seine Kameraden, meist Suizid, tot. Turner wird zum Serientäter.

## Sprachstil
„Taschendiebin Angela Wood hatte einen guten Tag. Sie gönnt sich einen Cocktail, als ihr in der Bar ein Gast auffällt, der sich rüpelhaft benimmt. Um ihm eine Lektion zu erteilen, stiehlt sie seine teure Ledertasche. Ein schwerer Fehler, die Tasche enthält nichts Wertvolles, nur ein kleines Notizbuch. Ein Albtraum beginnt. Das Buch enthält Skizzen und Fotos von 16 Folter-Morden. 16 Polaroids der Opfer, 16 DNA-Analysen. In Panik schickt Angela das Buch an das LAPD, wo Robert Hunter und Carlos Garcia sofort erkennen, dass der sadistische Täter ein Experte sein muss. Das ist ihr einziger Hinweis. Eine blinde Jagd beginnt, bis der Killer Hunter ein Ultimatum stellt…“

## Rezensionen
Ähnlich wie in den vorherigen Bänden der Reihe, baut Chris Carter einen Spannungsbogen bei der Jagd nach dem Killer auf. In diesem Band steht weniger Carlos Garcia, sondern eher der psychologisch geschulte Robert Hunter mit seinem Charisma, seinem hohen Intellekt und seiner Empathie für andere Menschen im Vordergrund.
Carter arbeitet mit kurzen Kapiteln, die mit einem Cliffhanger abschließen.
Der Schreibstil in Chris Carters Bücher erinnert an Michael Connelly.

### Einordnung in das Werk des Autors
Bluthölle ist der 11. Band der Robert-Hunter-Reihe und beschäftigt sich als bislang heikelster Fall intensiver mit der Person des Ermittlers Robert Hunter.

## Textausgabe
- Chris Carter: Bluthölle („Written in Blood“). Ullstein Verlag, Berlin 2020, ISBN 978-3-548-29192-5.